# Волович, Григорий Богданович
Григорий Богданович Волович (ум. 1577) — государственный деятель Великого княжества Литовского, дипломат. Господарский дворянин (с 1548), городничий гродненский (1558—1566), маршалок дворный (1560—1563), господарский ловчий (1567—1574), воевода смоленский (1571—1577), староста мстиславльский (1548—1567), милецкий, державца эйжицкий, канявский, ворнянский и зельвенский (1558—1569).

## Биография
Представитель литовского знатного рода Воловичей герба «Богория». Сын Богдана Воловича, отец которого, Грынько Ходкевич (Григорий Федорович) Волович, конюший великого князя Литовского (1459) был родоначальником рода Воловичей. Родной брат Остафия Богдановича, канцлера великого литовского (1579—1587).
В 1563 году Григорий Богданович был направлен послом в Москву ко двору царя Ивана Грозного.
Упоминается как ревизор лесов и пущ в 1559 году.
По указу Сигизмунда II Августа основал город Василькув (теперь Подляское воеводство, в Польше).
Перешёл из православия в кальвинизм, а позже стал католиком.
Около 1564 года женился на Катерине Юрлевне, вдове князя Матвея Богдановича Огинского, старосты ковенского. В браке родились Иероним, подканцлер литовский, Роман, староста рогачёвский и Пётр, чашник литовский.